# Red Springs (Wisconsin)
Red Springs es un municipio (en inglés, town) del condado de Shawano, Wisconsin, Estados Unidos. Según el censo de 2020, tiene una población de 993 habitantes.
La mayoría del territorio de la reserva Strockbridge-Munsee, federalmente reconocida, está localizada en el municipio. La reserva está habitada por miembros de la tribu strockbridge (así llamada por los colonizadores por un pueblo de Inglaterra, aunque son en realidad mohicanos) y dos familias de munsees. Estos nativos huyeron hacia el oeste cuando los colonizadores ocuparon sus tierras originarias.

## Geografía
El municipio está ubicado en las coordenadas 44°53′43″N 88°48′26″O / 44.89528, -88.80722 (44.895378, -88.807226). Según la Oficina del Censo de los Estados Unidos, tiene una superficie total de 94.4 km², de la cual 92.6 km² corresponden a tierra firme y 1.8 km² es agua.

## Demografía
Según el censo de 2020, hay 993 personas residiendo en la zona. La densidad de población es de 10.7 hab./km². El 50.2% de los habitantes son amerindios, el 42.3% son blancos, el 0.7% son afroamericanos, el 0.2% son asiáticos, el 0.2% son de otras razas y el 6.4% son de una mezcla de razas. Del total de la población, el 1.41% son hispanos o latinos de cualquier raza.